# Einstein (Fernsehfilm)
Einstein ist ein deutscher Fernsehfilm aus dem Jahr 2015 nach dem Drehbuch von Martin Ritzenhoff und Matthias Dinter. Regie bei dieser Krimikomödie führte Thomas Jahn. Die titelgebende Hauptfigur wird von Tom Beck gespielt.
Aufgrund der guten Einschaltquote beim Fernsehfilm wurde eine gleichnamige Fernsehserie bestellt. Sie wurde ab Januar 2017 bei Sat.1 emotions und Sat.1 ausgestrahlt.

## Handlung
Felix Winterberg ist der uneheliche Ururenkel des berühmten Physikers Albert Einstein und ist selbst ein begabter Physiker. Der Physikprofessor mit dem Spitznamen Einstein leidet an der Erbkrankheit Chorea Huntington. Mit hoher Wahrscheinlichkeit wird er seinen 40. Geburtstag nicht erleben. Um seine Forschungen in der verbleibenden Zeit weiter voranzutreiben, arbeitet Winterberg bis zu 21 Stunden am Tag und nimmt dafür verschiedene illegale Aufputschmittel.
Er wurde schon mehrmals von der Polizei wegen Drogenmissbrauchs verhaftet. Um dem Gefängnis zu entgehen, lässt sich Winterberg auf einen Deal mit der Bochumer Mordkommission ein. Als „externer Berater“ soll er den Beamten bei einem Mord im Drogenmilieu zur Seite stehen. Nach anfänglichen Schwierigkeiten mit der ermittelnden Kriminalkommissarin Elena Lange schaffen sie es, den Mörder zu finden. Am Ende des Films stellt sich heraus, dass Kriminalkommissar Marc Weigert Drogen nimmt, seitdem seine Frau gestorben ist.

## Produktion und Ausstrahlung
Der Fernsehfilm wurde von dem Produktionsunternehmen Zeitsprung Pictures GmbH im Auftrag von Sat.1 produziert. Gedreht wurde vom 8. Juli bis 4. August 2014 in Köln, Bochum und Umgebung.
Die deutsche Erstausstrahlung fand am 23. März 2015 auf dem Pay-TV-Sender Sat.1 emotions statt. Im Free-TV wurde der Film einen Tag später auf Sat.1 gezeigt.

## Rezeption

### Einschaltquoten
Im Durchschnitt verfolgten 1,60 Millionen (13,8 Prozent) der werberelevanten Zielgruppe und 3,37 Millionen (10,8 Prozent) des Gesamtpublikums die Krimikomödie auf Sat.1. Die Werte liegen oberhalb des Senderschnitts.

### Kritik
„‚Einstein‘ hat eine Vielzahl origineller Drehbuchideen zu bieten, und Jahns rasante Umsetzung wirkt durch die elektronische Musik von Karim Sebastian Elias noch temporeicher. Wo anderswo nur die SMS-Nachrichten abgebildet werden, da sieht Winterbergs geistiges Auge zudem überall physikalische Formeln.“

„Hochintelligente Außenseiter liegen im Trend. Ob die Nerds von ‚The Big Bang Theory‘ oder das weltweite Phänomen ‚Sherlock‘ - die Fanherzen fliegen den Genies reihenweise zu. Auch sonst liegt ein Vergleich mit dem britischen Schnüffler Sherlock Holmes nahe. Schließlich greift dieser, ebenso wie Einstein, gerne mal zu Drogen, um an seinem aktuellen Fall dranbleiben zu können. Ob Tom Beck mit dem Charisma von Benedict Cumberbatch mithalten kann, sei dahingestellt, aber die deutsche Produktion braucht sich Dank Spannung und Humor ebenfalls nicht zu verstecken.“

„Eine verheißungsvolle Formel hat auch Sat.1: Man bilde den Koeffizienten zu ‚Sherlock‘ und Gerichtsmediziner Boerne, dividiere durch den ‚Breaking Bad‘-Faktor und multipliziere mit gelungenen hauseigenen Einfällen. Das Ergebnis: ein temporeicher Krimispaß mit Slapstickeinlagen, launigen Dialogen und einem sehr gut aufgelegten Hauptdarsteller.“